# Peggy's Cove
Peggy's Cove (nota anche come Peggys Cove) è una comunità rurale canadese situata vicino Halifax in Nuova Scozia. Nel 2009 contava 46 abitanti.

## Volo Swissair 111
La piccola cittadina è molto nota per un caso di cronaca avvenuto la notte del 2 settembre 1998. Qui infatti un MD-11 della compagnia aerea svizzera Swissair che operava sul volo 111 tra New York e Ginevra si schiantò nell'Atlantico a pochi chilometri uccidendo tutte le 229 persone a bordo. La causa del disastro fu un incendio divampato nella parte superiore del velivolo. A un chilometro a nord-ovest di Peggys Cove si trova un memoriale che ricorda l'incidente.